# Langjökull
Langjökull ( PRONÚNCIA; LITERALMENTE "geleira longa") é a segunda maior geleira (pt: glaciar) no centro oeste da Islândia (depois de Vatnajökull) com 953 quilômetros quadrados.  O volume de gelo atinge 195 quilômetros cúbicos e sua profundidade em alguns pontos chega a 580 metros. O ponto mais alto da geleira está a 1450 metros acima do nível do mar.
Nessa geleira fica a maior caverna escavada no gelo já feita pelo homem.